# Alpinia mollis
Alpinia mollis är en enhjärtbladig växtart som beskrevs av Karel Presl. Alpinia mollis ingår i släktet Alpinia och familjen Zingiberaceae. Inga underarter finns listade i Catalogue of Life.